# Karen Messenger
Karen Messenger ist eine kanadische Biathletin.
Karen Messenger startet für die Rocky Mountain Racers. Ihre ersten Rennen im Biathlon-NorAm-Cup bestritt sie in der Saison 2009/10 und wurde 27. der Gesamtwertung. Besser lief es in der folgenden Saison. Die erste und die dritte Wettkampfstation der Saison waren in Canmore, wo Messenger zum Einsatz kam. Beim ersten Saisonrennen, einem Sprint, belegte sie hinter Betsy Mawdsley und Kathryn Stone den dritten Platz, das darauf basierende Verfolgungsrennen konnte sie gewinnen. Es war ihr erster Sieg in der höchsten kontinentalen Rennserie. Beim zweiten Rennwochenende belegte sie im Sprint hinter Cynthia Clark einen zweiten, im Verfolgungsrennen hinter Clark und Mawdsley Dritte.